# 토머스 링컨
토머스 링컨(Thomas Lincoln, 1778년 1월 6일 ~ 1851년 1월 17일)은 미국의 농부이자, 미국의 제16대(1861년~1865년) 대통령인 에이브러햄 링컨의 아버지이다.
토마스 링컨은 버지니아주의 록킹햄 출신으로, 1806년 6월 12일에 낸시 링컨과 결혼했다. 1807년에 딸 사라 링컨이 태어났고, 1809년 2월 12일에 아들 에이브러햄 이 태어났다. 아내 낸시 링컨이 1818년에 사망하자 1819년에 대니얼 존스턴(Daniel Johnston)의 미망인인 사라 존스턴과 재혼했다.

## 같이 보기
- 링컨가